# Young Man with a Horn
Young Man with a Horn is een film uit 1950 onder regie van Michael Curtiz, gebaseerd op de gelijknamige biografische roman van Dorothy Baker uit 1938 over het leven van Bix Beiderbecke.

## Verhaal
Een kleine eenzame jongen met een oud, tweedehands instrument groeit op tot een virtuoze trompettist. Hij begint met optreden in achterkroegen, maar belandt in chique clubs. Hij raakt echter aan de drank wanneer hij "die ene noot" maar niet kan vinden.

## Rolverdeling
| Acteur           | Personage                 |
| ---------------- | ------------------------- |
| Kirk Douglas     | Rick Martin               |
| Lauren Bacall    | Amy North                 |
| Doris Day        | Jo Jordan                 |
| Hoagy Carmichael | Willie 'Smoke' Willoughby |
| Juano Hernandez  | Art Hazzard               |
| Jerome Cowan     | Phil Morrison             |
| Mary Beth Hughes | Marge Martin              |
| Nestor Paiva     | Louis Galba               |